# Robert Calder, 1. Baronet

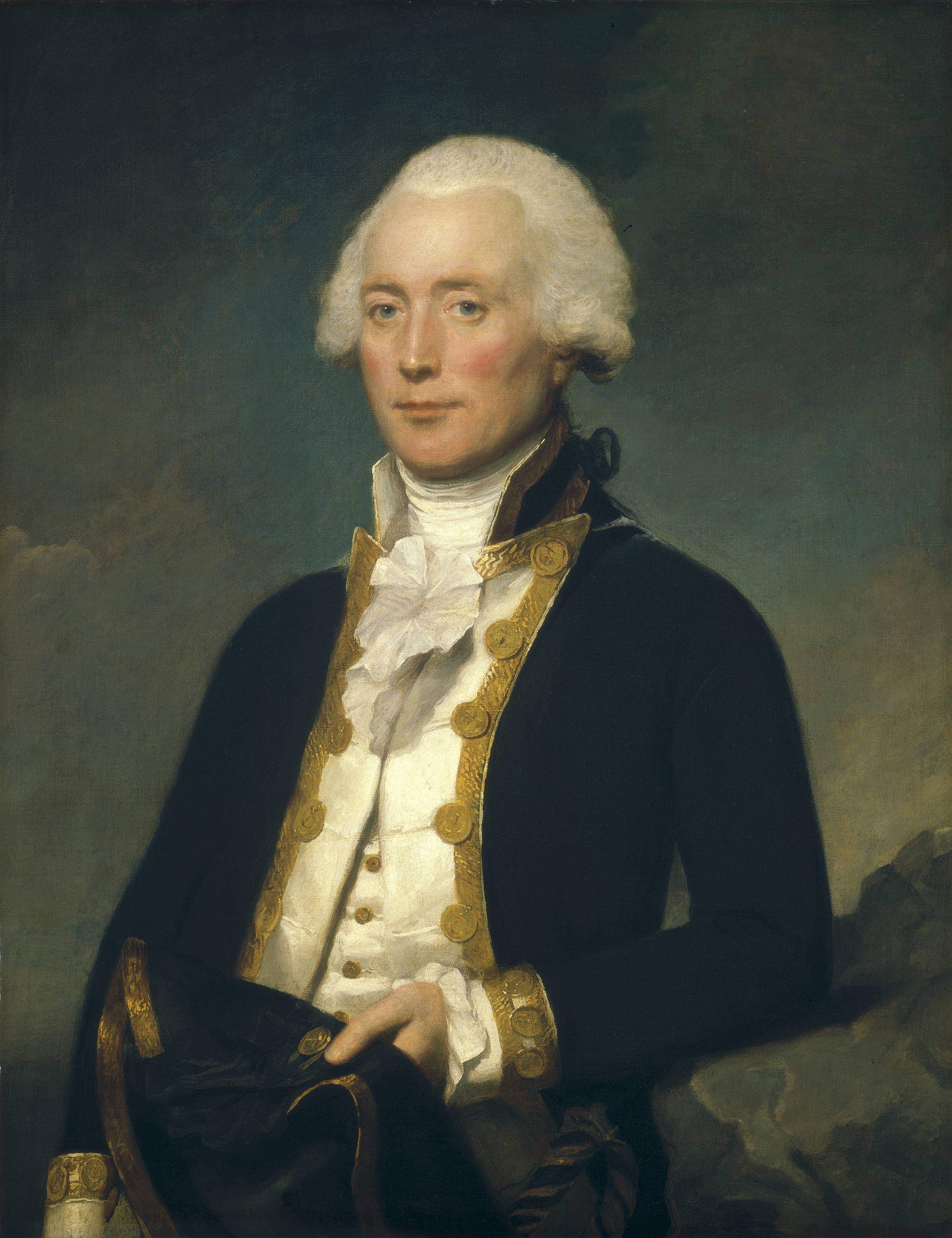
Captain Robert Calder
Gemälde von Lemuel Francis Abbott

Sir Robert Calder, 1. Baronet, KCB (* 2. Julijul. / 13. Juli 1745greg. in Park Place, Kent; † 1. September 1818 in Holt, Hampshire) war ein britischer Marineoffizier, zuletzt im Rang eines Admiral of the White.

## Leben
Robert Calder wurde als dritter Sohn von Sir James Calder (1712–1774) aus seiner Ehe mit Alice Hughes, Tochter des Konteradmirals Robert Hughes, geboren. Seine älteren Brüder waren Thomas Calder (1712–1774) und der spätere Generalmajor Sir Henry Calder (1740–1792).
Calder trat am 4. April 1756, als Zehnjähriger, während des Siebenjährigen Krieges, in die Royal Navy ein und diente als Captain's servant auf dem Nore-Wachschiff Princess Royal und ab dem 27. April 1757, unter dem Kommando von Captain James Sayer einem entfernten Verwandten, auf dem Linienschiff Nassau (64 Kanonen). Ab dem 17. Mai 1758 als Midshipman. In der Zeit auf der Nassau war er an Aktionen gegen die französische Festung in Nordamerika, Louisbourg (Kap-Breton-Insel), und die Insel Gorée vor der westafrikanischen Küste beteiligt.
Ab Januar 1761 folgten Verwendungen auf den Schiffen Superb und Dublin. Nach Bestehen der Offiziersprüfung im Juni 1762 wurde er ab Ende August 1762 zum Lieutenant befördert und mit kurzen Unterbrechungen auf den Schiffen Speedwell (8 Kanonen), Dilligence (10 Kanonen) und Launceston eingesetzt.
Calder assistierte Admiral John Jervis als Flottenadmiral während der Seeschlacht von Kap St. Vincent im Jahre 1797. Im Dritten Koalitionskrieg kommandierte Calder die Blockadeflotte vor den Häfen von Rochefort und Ferrol.
Am 22. Juli 1805 begegnete er einem französisch-spanischen Flottenverband von 20 Schiffen die von Admiral Pierre de Villeneuve befehligt wurden. Die sich daraus entwickelnde Seeschlacht von Kap Finisterre war eine empfindliche Niederlage für die Franzosen. 15 britische Schiffe kämpften gegen 20 französisch-spanische Schiffe. Letztlich wurden zwei spanische Schiffe gekapert. Die britischen Verluste beliefen sich auf 39 getötete Offiziere und Mannschaften sowie 159 Verwundete. Auf alliierter Seite wurden 476 Seeleute getötet oder verwundet.
Viel wichtiger aber war, dass Admiral Villeneuve sein Vorhaben nicht durchführen konnte. Er konnte keine Truppen in Irland an Land setzen und sein Plan scheiterte, seine Flotte mit der Flotte zu vereinigen, die im Hafen von Brest vor Anker lag.
Diese Vereinigung sollte dazu dienen, die britischen Kanalpatrouillen zu vertreiben und so Napoleons Invasion in Großbritannien zu unterstützen. So war die Armée d’Angleterre weiterhin dazu verurteilt, unnütz in Boulogne auf ihre Einschiffung zu warten. Die britische Öffentlichkeit und die Admiralität sahen den Ausgang der Schlacht allerdings in einem anderen Licht. Weil Calder es am 23. und 24. Juli versäumt hatte, der französischen Flotte zu folgen und sie in weitere Kämpfe zu verwickeln, wurde er seines Kommandos enthoben, vor dem Kriegsgericht angeklagt und verurteilt. Er bekam nie wieder ein Kommando auf See.